# الدرسعية
الدَرْسَعيَّة هي طريقة تعمية شفاهية مستعملة في اليمن، لإبهام الكلام.
وتعتمد الدرسعية على تبديل الحروف وفقاً لقواعد متعارف عليها عند أصحابها، بتحويل النص المفهوم إلى نص مبهم، ثم يأتي دور المتلقي، بإعادة النص إلى شكله المفهوم، وفقاً لنفس القواعد.

## قواعد الدرسعية

### تبديل الحروف
لكل حرف بديل آخر ينوب عنه في جدول محدد، فمثلاً: الباء ينوب عن الزاي، والزاي نوب عن الباء، والألف ينوب عن الواو، والواو ينوب عن الألف الخ.. فإذا أراد المتحدث بالدرسعية قول كلمة "أب" فإنها تصبح بالدرسعية "وز". وتجمع هذه الحروف في التركيب الآتي: (بز - تذ - نق - في - خش - غض - جث - كم - صلا - أو - حط - له - در - سع)
| ب | ت | ن | ف | خ | غ | ج | ك | ص  | أ | ح | ل  | د | س |
| - | - | - | - | - | - | - | - | -- | - | - | -- | - | - |
| ز | ذ | ق | ي | ش | ض | ث | م | لا | و | ط | هـ | ر | ع |

أمثلة:
كلمة "تفاح" تصبح "ذيوط"
كلمة "طيور" تصبح "حفأد"
كلمة "محمد" تصبح "كطكر"
وهذه الطريقة في الدرسعية المستعملة لدى فئة محددة من أفراد المجتمع في فترة زمنية سابقة كانوا يتقنونها شعراً وحديثاً متداولاً، وما زالت لدى قلة من الأفراد ينقطون بها في أحاديثهم، وتكاد تندثر.

## نماذج من الشعر الدرسعي
قال الشاعر صالح علي سحلول من شعراء محافظة البيضاء، مدينة رداع، قرية بيت العميسي:
قال الفتى أبو ناصر الوقت اعياه وامسيتْ اقلِّب هَمها و عياها
الوقت كم ما ضحك انسان ابكاه يكدّر الايام بعد صَفاها
(...)
و انا افصِل الخط المعلق واقراه واعرف حروف ابجد على مَهْجاها

والدرسعي مَقلوب انا افهم معناه بز تذ نق خش اقراها

وكذلك قال الشاعر حسين سيلان الضريبي من رداع، قرية ضريبة:
يا موهبة عند بعض الناس موهوبة لكنها عكس في الترتيب والكلمات
في منطقة واحدة ظهرت ومرغوبة تداولوها كما نتداول العُملات

كنها اليوم صارت شِبه محجوبة وإسمها حيّ، لكن دورها قد مات
ومن الأبيات التي جاءت درسعية خالصة، ما قاله الشاعر قايد التام، من محافظة البيضاء، مديرية العرش، قرية ملاح:
فو طوث نوفر مغي عاافذ وهطموفل شهفذ قو كق ضفر لا زاط

ودمقذ قو زوهطكل وهف يف سهوفل أو هذ وهفل قومه هطاط
والتفسير:
يا حاج قايد كيف سوّيت الحِكاية خليتنا من غير صبوح

أركنتنا باللحمة الي في علاية والتالية ناكل لحوح

## تاريخ الدرسعية
جاء ذكر الدرسعية في كتاب المؤلف اليمني يحيى بن حمزة بن علي بن إبراهيم العلوي (المؤيد بالله)، في كتابه الطراز لأسرار البلاغة وعلوم حقائق الإعجاز، حيث أورد عبارة تجمع الحروف غير المنقوطة في العربية (كما صل أو حطّ له ‌درسع). وبحسب الباحثة إيمان الشرعي، فإن أصل الدرسعية يعود إلى ابن الدُرَيْهِم (763 هـ) في كتابه (مفتاح الكنوز في إيضاح المرموز)، وقد ذكرها باسم القلم القُمِّيّ، نسبة إلى مدينة قم في إيران.